# NGC 8
NGC 8 je dvojna zvezda v ozvezdju Pegaza. Zvezdo je okril Otto Vasiljevič Struve 29. septembra 1865.